# Декларация на хилядолетието
На 8 септември 2000 г. лидерите на държавите членки приемат Декларацията на хилядолетието на ООН след тридневно заседание в седалището на Организацията на обединените нации (Резолюция №А/RES/52/2).
В Декларацията на хилядолетието държавите членки на ООН се ангажират да постигнат Целите на хилядолетието за развитие в областта на мира и сигурността, устойчивото развитие, опазването на околната среда, правата на човека, демокрацията и управлението, защитата на уязвимите, посрещане нуждите на Африка, укрепване на Организацията на обединените нации.
Резолюцията е приета от Общото събрание на 14 декември 2000 г. Напредъкът по изпълнението на целите от Декларацията е прегледан през 2005 г. на среща на лидерите на ООН.

## Цели
1. Ценности и принципи

- Свобода
- Равенство
- Солидарност
- Толерантност
- Уважение към природата
- Споделена отговорност

1. Мир, сигурност и разоръжаване
2. Развитие и ликвидиране на бедността
3. Опазване на околната среда
4. Човешки права, демокрация и добро управление
5. Защита на социално уязвимите
6. Посрещане на специалните нужди на Африка
7. Укрепване на ООН

Всички тези цели трябва да са постигнати до 2015 г.